# Kalijev ferat
Kalijev ferat je kemijska spojina s formulo K2FeO4. Je škrlatna paramagnetna sol in redek primer železove(IV) spojine. Železo je v večini spojin v oksidacijskih stanjih +2 ali +3 (Fe2+ ali  Fe3+). Feratni ion FeO2−
4 je zaradi visokega oksidacijskega stanja močan oksidant.
K2FeO4 je  zanimiv za aplikacije v »zeleni kemiji«, ker so stranski produkti njegove rabe, železovi oksidi, za okolje neškodljivi. Sorodni oksidanti, na primer kromati, se obravnavajo kot  nevarni za okolje. Glavna težava pri njegovi uporabi je njegova, pogosto prevelika, reaktivnost, ki se kaže v razpadu v stiku z vodo:
4 K2FeO4 + 4 H2O → 3 O2 + 2 Fe2O3 + 8 KOH

## Sinteza in zgradba
Kalijev ferat je prvi odkril nemški kemik, zdravnik in filozof Georg Ernst Stahl (1660 – 1734) v ostanku zgorevanja kalijevega nitrata (solitra) in železovega prahu. Vodna raztopina ostanka se je škrlatno obarvala. Francoski kemik Edmond Frémy (1814 – 1894)  je kasneje odkril, da med taljenjem kalijevega hidroksida in železovega(III) oksida na zraku nastane snov, topna v vodi. Kemijska sestava spojine je ustrezala kalijevemu manganatu:
Fe + 3 KNO3 + 2 KOH → K2FeO4 + 3 KNO2 + H2O }
Natrijev ferat nastaja tudi z elektrolizo koncentriranega KOH z železno elektrodo:
Fe + 2KOH + 2 H2O → K2FeO4 + 3H2
V laboratoriju se pripravlja z oksidacijo alkalne raztopine železovih(III) soli s koncentriranim natrijevim hipokloritom:
Fe2O3 + 3 Cl2 + 10 KOH → 2 K2FeO4 + 6 KCl + 5 H2O
Sol ima enako strukturo kot K2MnO4, K2SO4 in K2CrO4. Trdna sol je zgrajena iz tetraedričnih anionov FeO2−
4 in kationov K+. Razdalja Fe-O je 1,66 Å. Znan je tudi slabo topen barijev ferat BaFeO4.

## Lastnosti in uporaba
Trden K2SO4 je stabilen. Njegova temno škrlatna barva je podobna barvi kalijevega permanganata (KMnO4). Vodne raztopine so pri visokih pH stabilne, v vodi, še zlasti v nakisani, pa hidrolizira, pri čemer se sprošča kisik:
4 K2FeO4 + 6 H2O → FeO(OH) + 8 KOH + 3 O2
Med segrevanjem na 500-700 ºC razpade:  
2 K2FeO4 → K3FeO4 + KFeO2 + O2
Z razredčenimi kislinami tvori ustrezne soli, z žveplovo kislino sulfate):
4 K2FeO4 + 10 H2SO4 → 2 Fe2(SO4)3 + 4 K2SO4 + 3 O2 + 10 H2O
Med taljenjem z alkalijami razpada:
4 K2FeO4 + 4 KOH → 4 K3FeO4 + O2 + H2O
Kalijev ferat je, tako kot drugi ferati, močan oksidant, močnejši od KMnO4:
4 K2FeO4 + 3 Cr(OH)2 → 4 FeO(OH) + 3 K2CrO4 + 2 KOH
Stranski produkt redoks reakcij je rji podobna zmes okolju nenevarnih železovih oksidov, zato se K2FeO4 obravnava kot »zeleni oksidant«. Pri obdelavi odpadnih voda se uporablja za oksidacijo organskih nečistoč in biocid. Nastali železov(III) oksihidroksid je odličen flokulant. 
Reagira tudi v substitucijskih reakcijah:
K2FeO4 + BaCl2  → BaFeO4•H2O + 2 KCl
V organskih sintezah se uporablja za oksidacijo primarnih alkoholov. Kalijev ferat bi lahko bil tudi depolarizator (katoda) v reverzibilni »super železovi bateriji«.